# 中国共产党满洲省委员会

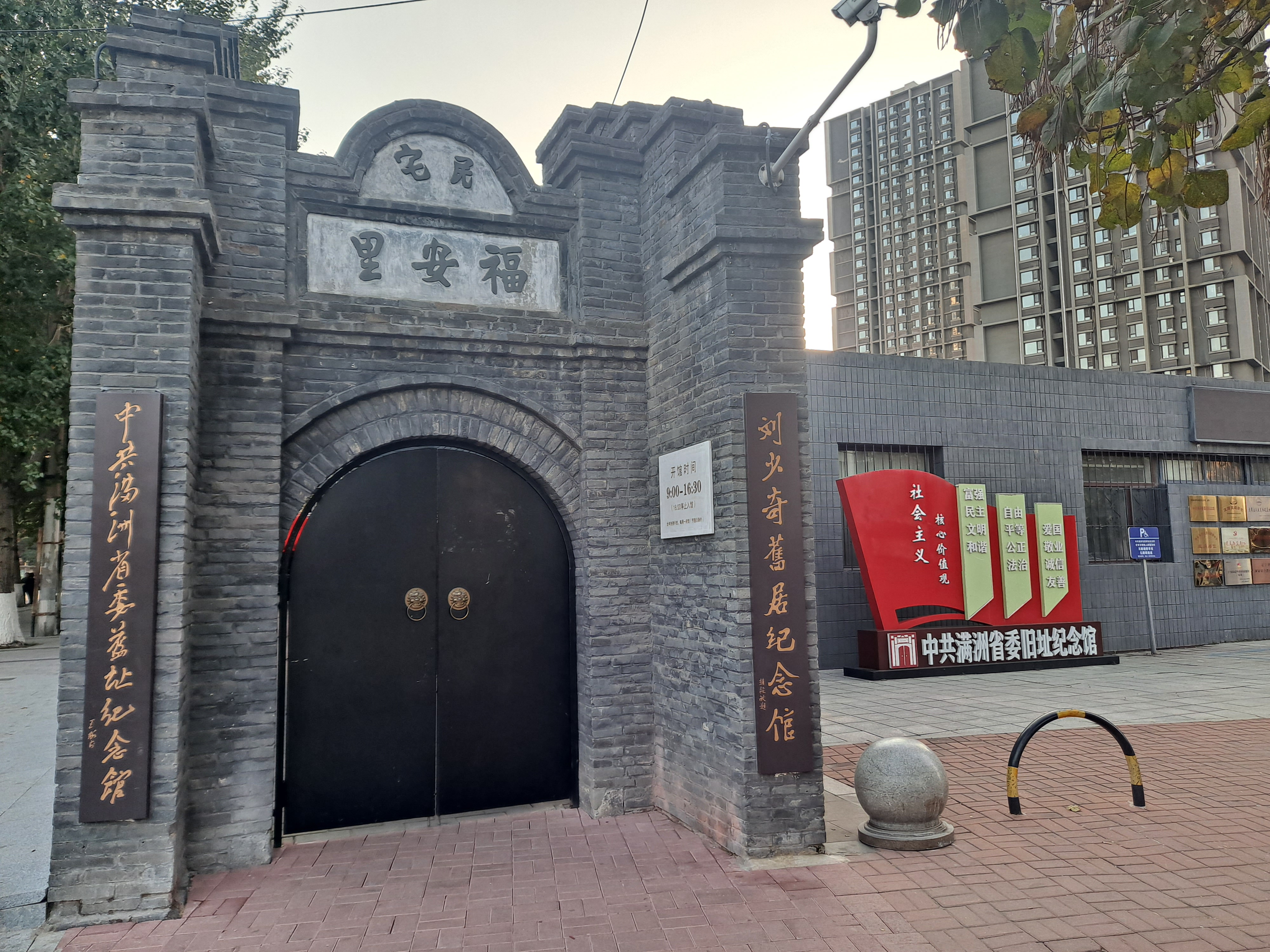
位于沈阳北市场的中共满洲省委遗址

中國共產黨滿洲省委員會，簡稱中共满洲省委，是1927年10月24日至1936年6月中国共产党在中国东北地区的党组织领导机关。

## 历史
1927年10月24日，东北地区第一次活动分子会议（即东北地区第一次党员代表大会）在哈尔滨道里12道街地下党员阮节庵的家里召开，与会代表14人。会议选举产生了第一届中共满洲省委临时委员会，中共中央北方局派顺直省委负责宣传和工运的陈为人出任满洲省临委书记兼秘书长、宣传部长，吴丽实任组织部长兼农运部长，胡步三任军委书记，省临委机关驻奉天市北市场福安里14号（今沈阳市和平区皇寺路二段福安里19号，旧址现为全国重点文物保护单位）一栋面阔六间进深一间的硬山式青砖瓦房的东侧四间。
各地党组织经过整顿恢复，截止1927年12月中旬，全满洲共建有支部30余个，党员170余人。1928年1月29日，东北地区第二次党员代表大会在奉天召开，出席代表14人，代表东北各地270名党员，选出执委7人，候补执委3人，陈为人、吴丽石、王立功3人为常委，陈为人任省临委书记。1928年9月，东北地区第三次党员代表大会在奉天召开，代表共21人，代表东北25个地方党组织230名党员，通过了《关于接受全国第六次代表大会决议案的决议》。会议决定将中共满洲省委临时委员会改为中共满洲省委，选出省委委员7人，候补委员3人，常委有陈为人、组织部长吴丽石、工运部长唐宏经3人，陈为人任满洲省委书记。满洲省委出版《满洲通讯》、《满洲红旗》、《满洲工人》等刊物。1928年12月23日，中共满洲省委在奉天大东边门外土坑的党员牛思玉家召开省委扩大会议，被警察发现，陈为人、吴丽石、唐宏经及部分地区组织负责人等13人被捕，省委破坏严重。 
1929年1月2日，中央派到东北巡视工作的刘少猷主持召开满洲党团组织联席会议，暂任中共满洲省委书记兼满洲省委军委书记。1929年2月16日，中央批准组建满洲省委，王立功、刘少猷、韩心怦3人为省委常委，王立功任省委书记。
1929年6月7日中共中央在上海召开的满洲工作会议；6月8日中共中央决定沪东区委书记刘少奇任满洲省委书记、孟用潜（化名孟坚）任组织部长、丁君羊任宣传部长，并批准这届满洲省委委员7人，候补委员3人，常委3人。7月14日，刘少奇（当时化名赵之启）、何宝珍夫妻到达奉天，配合苏军在中东路事件中的军事行动。8月22日（一说21日），刘少奇与省委常委、组织部长孟坚在奉天纱厂被捕。羁押半个月后，刘少奇与孟坚取保获释。1930年3月末，刘少奇奉调中央回上海。饶漱石临时代理满洲省委书记。
中共中央派李子芬（刘树青）到东北，1930年4月2日中共满洲省委召开会议，李子芬、林仲丹（张浩）、丁君羊3人为常委，李子芬任书记兼宣传部长。4月19日，由于陈尚哲、杜兰亭被捕叛变，李子芬以及包括省委委员唐宏经、王立功、张聿修、组织部部长丁君羊、团满洲省委书记饶漱石、满洲省委秘书长刘若云、团中央巡视员邱旭明、省委秘书长廖如愿等30余人被捕，在沈阳的省委委员只有王永庆一人逃脱。满洲省委委员王永庆、杨一辰、徐克俊、宋奇、郭隆真等组成临时省委员会。1930年5月，在沈阳小南门外召开成立满洲临时省委会议，会议快结束时，因附近人家被盗，省委成员廖如愿、王永庆、宋奇、潘义、王鹤寿、郭隆真等6人被捕，后由邵达夫开办的首善医院做保获释。中共中央从满洲特科获得汇报后，决定让正在上海汇报工作的满洲省委成员廖如愿立即返回沈阳。1930年5月7日，林仲丹由哈尔滨抵达奉天，组建新的临时省委。林仲丹、杨一辰、廖如愿3人为常委，林仲丹任省委书记，王鹤寿、唐宏经为候补委员。1930年8月6日，执行李立三路线的中共中央决定满洲省委改为“满洲总行动委员会”，林仲丹任书记。
1930年9月24日，中共中央六届三中全会在上海举行，会议纠正了李立三的“左”倾冒险主义的错误，停止了全国总起义和集中全国红军进攻中心城市的计划，会上李立三承认了错误，并离开了中央领导岗位。六届三中全会上，陈潭秋担任中央审查员，会后被调往中共满洲省委任省委书记，林仲丹改任职工运动委员会书记。1930年10月初，陈潭秋（化名孙杰）与何成湘赴奉天，停止和纠正立三路线的错误。1930年10月24日，按照中共六届三中全会精神，满洲总行动委员会改为满洲省委。1930年12月初，满洲省委扩大会议后，陈潭秋希望去哈尔滨巡视北满特委工作，与青年团满洲省委书记王鹤寿同行。1930年12月5日，陈潭秋与王鹤寿到达哈尔滨，6日与北满特委接上头，7日，陈潭秋在位于哈尔滨道里西十五道街7号三楼的中共北满特委书记兼哈尔滨市委书记孟坚的住处秘密召开党团特委联席会议。由于开会时间过长，引起敌特的注意，陈潭秋、王鹤寿、孟坚等7人被捕。满洲省委推举组织部长、中央巡视员何成湘代理省委书记。随后，由何成湘、刘昆、韩源波等组成满洲临时省委，并派熟悉北满情况的唐宏景去哈尔滨，组成北满临时特委。不久，唐宏景也被捕入狱，与陈潭秋、王鹤寿等人关押在一起。唐宏景向陈潭秋介绍了在中共中央六届四中全会上，在共产国际代表的支持下，王明等人掌握了党中央的领导权，唐宏景和罗章龙等人因反对王明等人，成立了中国共产党非常委员会。陈潭秋听后对唐宏景批评说：“党内斗争是必要的，不过你们分裂党是不应该的。”唐宏景表示出狱后就退出罗章龙组织的非常委员会。
1931年2月1日，张应龙任满洲省委书记。 “九一八”事变爆发后，东北的形势发生了急剧的变化。1931年9月19日，满洲省委主要领导人召开紧急会议，发表了《为日本帝国主义武装占领满洲宣言》，随后几天作出了《日本帝国主义武装占据满洲与目前的紧急任务的决议》、《关于士兵工作的紧急决议》。1931年11月22日，张应龙被捕。
1931年底，中共满洲省委机关由沈阳迁往哈尔滨。1931年12月18日，中华全国总工会委员长、中共中央代表罗登贤任满洲省委书记，由何成湘主管满洲省党的组织工作。1932年1月，满洲省委制定了《抗日救国武装人民群众进行游击战争》的文件，决定创建抗日游击队、开展抗日游击战争问题，派干部到各地指导创建抗日武装。冯仲云曾于1946年发表纪念罗登贤的回忆文章，其中写到：“1932年秋，我被登贤同志派赴汤原建立游击队，他在哈市南岗吉林街某号小房内，指示我去下江后的工作任务和方法，直到现在我还深印在脑海中。”组建的这支汤原县游击队后来发展为东北抗日联军第六军。1932年6月24日，中共中央在上海召开“北方会议”，批评“满洲特殊论”（即抗日统一战线问题的对错）、“满洲落后论”，决定调罗登贤到上海工作。 
1932年6月，新任满洲省委书记华岗（化名刘少陵）在赴任途中在青岛被出卖而被捕。1932年7月，李实（魏抱一）代理满洲省委书记兼组织部长。
陈潭秋等在哈尔滨狱中与满洲省委取得了联系。1932年夏日本侵略者占领了满洲的大部分地区，奉系军阀一片混乱，放松了对历史案件的审理，加上此时松花江江水猛涨，沿江堤防从道外到道里多达9处决堤，洪水涌入城区，哈尔滨全市38万人有24万人遭受洪水灾害。满洲省委和哈尔滨市委充分利用时机，他们利用从上海党中央带回的一笔钱，通过孟坚的哥哥买通了当时哈尔滨的伪满军区司令于琛潋，先将孟坚保释出狱，随后，又将陈潭秋等被捕人员全体营救出狱。被关押一年半的陈潭秋出狱后，回到上海，随后，被调任为中共江苏省委秘书长。
1933年4月25日，李实任满洲省委书记。1933年9月，李实调离东北；为落实“一·二六”指示信，中共驻共产国际代表团任命满洲省委宣传部长李耀奎为满洲省委代理书记。1933年10月30日，李耀奎在哈尔滨被捕，省委宣传部长马良（林炯，字电岩）任满洲省委书记。1933年11月，省委机关设在了哈尔滨小戎街2号冯仲云家（省委秘书长，公开身份为东北商船专科学校数学教授），这才稳定下来。省委的全部重要文件都保存在客厅的大沙发靠背里。1934年4月，在哈尔滨的团省委书记刘明佛、团省委宣传部长杨波被捕，冯仲云夫妇的地下身份暴露，日满当局悬赏一万日元通缉冯仲云生死不论，提供线索逮捕成功的赏三千元。因此凡与二人有过联系的同志紧急撤离或潜伏。党组织决定让冯仲云夫人薛雯带着幼女与幼子寄养在作家白朗、罗峰家里，但随后他们也暴露了。1934年10月只能把薛雯与女儿、儿子撤退回江苏老家。临行前冯仲云对夫人薛雯母亲说，这次的分别有三种可能：一是到了老家安顿了孩子后，在上海的东北交通站会把你送回来，那我们可以一起奔赴抗日反满前线；二是可能要隔十几二十年，等着革命胜利了才能再见；三是永远分别了。这时，一个女地下交通员给冯仲云送进入北满抗日游击区的接应联络关系，同时带来了罗登贤已于1933年在南京雨花台被处决的消息，冯仲云对夫人薛雯说：登贤同志最喜欢囡囡（即女儿冯忆罗），我们就把女儿的名字改成忆罗吧，等女儿长大懂事了就开始用这个名字，以此来纪念和缅怀他。
1934年10月，马良调离东北，杨光华调任满洲省委书记。1934年10月，中共上海中央局机关遭到破坏，满洲省委与中共中央失去联系，只能通过驻共产国际代表团取得领导。
1935年4月，杨光华与宣传部长谭国甫（米亚）、组织部长赵毅敏奉命去苏联。满洲省委工作由团省委书记小骆（张文烈、胡权）主持。1936年1月初，中共驻共产国际代表团派韩守魁（金赤民，1937年“四一五大逮捕”时被捕叛变但仍被日满当局处决）到东北传达关于撤销中共满洲省委、以四大抗日反满游击区为中心改建东满、南满、北满及吉东四个省委和哈尔滨和哈东两个特委的指示。1936年6月，小骆以省委代表名义向东北各地党部发出满洲省委正式取消的通知。

## 下辖党组织
- 满洲省委书记:[3]
  - 陈为人（1927.10-1928.10）
  - 唐宏经（唐韵超）（1928.10-1928.12）工人出身。
  - 刘少猷（代理，兼军委书记，1929.1.2—1929.4）：云南省彝良县人。1929年10月回昆明工作。1930年初被捕，判刑7年，1930年7月在狱中牺牲。[4]
  - 王立功（王力工）（1929.4-）工人出身。
  - 刘少奇（1929.6—1930.3月末）
  - 饶漱石（1930.3-4临时代理）
  - 李子芬(刘树青)（兼宣传部长，1930.4-1930.4.19）
  - 林仲丹（1930.5.7—1930.8）
  - 陈潭秋（满洲总行动委员会书记兼组织部长，1930年10月24日恢复满洲省委，1930.8月下旬-1930.12.7）
  - 何成湘（中央巡视员，代理省委书记，1930.12-1931.1）
  - 张应龙（1931.2.1-1931.11.22）
  - 罗登贤（1931.12.18-1932.3）
  - 李实（魏抱一）（1932.4.25-1933.9）
  - 李耀奎（省委宣传部长代理省委书记，1933.9-1933.10.30）
  - 马良(省委宣传部长升任省委书记，1933.11—1934.9）
  - 杨光华（1934.10—1935.4赴苏联）
  - 小骆(张文烈)（团省委书记，主持省委工作，1935.4-1936.1）。
- 满洲省委组织部：部长吴丽石、韩西平、孟坚、丁君羊、杨一辰、孙杰（兼）、何成湘、赵毅敏
- 满洲省委宣传部：部长陈为人（兼）、丁君羊、张鹤云、李子芬（兼）、赵毅敏、李耀奎、马良、谭国甫
- 满洲省委职委（工运部）：部长王立功、唐宏经、郭隆真、林仲丹、刘锡五、马德水、金伯陽、老曹
- 满洲省委妇委：韩慧芝、凌莎
- 满洲省委军委：书记胡步三、韩源波、廖如愿、杨林、周报中、杨靖宇、赵尚志、吉密、李兆麟
- 满洲省委秘书长：陈为人（兼）、廖如愿、 刘若云、张乃文、詹大权、冯仲云、凌莎
- 团满洲省委：书记张任光、刘子奇、饶漱石、王鹤寿、邹大鹏、徐宝锋、刘明佛、小骆(张文烈、胡权)
- 奉天市委
- 辽阳区委
- 关东县委（日占的关东州，今大连市）
- 安东特支
- 抚顺特支
- 台安特支
- 营口支部
- 沟帮子支部
- 延边区委
- 吉东特委
- 哈尔滨市委（哈尔滨特委）
  - 巴彦县特支
  - 呼兰县特支
  - 宾县特支
  - 海伦县委
- 哈东特委
- 苇河中心县委
- 下江特委
- 上江特委

### 满洲特科
1928年底周恩来指示筹建满洲特科，受满洲省委和中央特科双重领导。1930年10月，满洲特科正式成立。
- 满洲特科书记：蔡伯祥（原名邵达夫，又名邵扶民、邵一纯等），党内被称为“邵麻子”“蔡麻子”，[7]到沈阳开设“首善医院”为掩护。1931年春吴宝祥继任。[8]
- 满洲特科秘书长：赵石羽（后改名赵唯刚）：日本陆军士官学校毕业，任东北讲武堂高等军学研究班教官。1933年奉调苏联，入伯力炮校学习。1952年10月任中國人民解放軍軍事工程學院炮兵工程系第一人系主任，1955年开国大校。

## 遗迹
- 中共满洲省委旧址，位于辽宁省沈阳市和平区，皇寺路福安巷3号